# Sênones

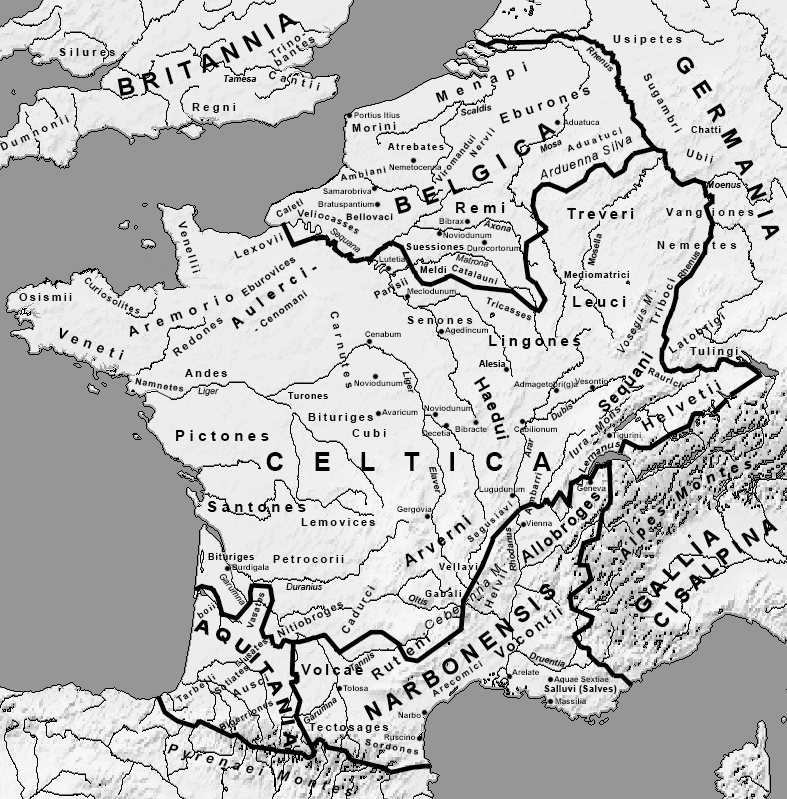
Gália no século I a.C. com as posições relativas das tribos celtas

Os sênones (português brasileiro) ou sénones (português europeu) (em grego clássico: Σήνωνες) foram uma antiga tribo de gauleses celtas. 

## Sênones da Gália Cisalpina
Eles se juntaram às migrações de Beloveso à Itália, juntamente com os bitúriges, éduos, ambarros, arvernos, aulercos e carnutos. Em 400 a.C., cruzaram os Alpes e, expulsando os úmbrios, estabeleceram-se na costa leste da Itália de Forli para Ancona e Terni, no Campo Gálico, e fundaram a cidade de Sena Gálica (atual Senigália), que se tornou sua capital. Em 391 a.C., sob o comando do chefe Breno, invadiram a Etrúria e sitiaram Clúsio. Os clusienses apelaram para Roma, cuja intervenção, acompanhada por uma violação da lei das nações, levou à guerra, a derrota dos romanos na Batalha de Ália (18 de julho de 390 a.C.) e o saque de Roma.
Por mais de 100 anos os sênones estiveram engajados em hostilidades com os romanos, até que eles foram finalmente subjugados em 283 a.C. por Públio Cornélio Dolabela e expulsos de seu território.  Nada mais se soube deles na Itália. É possível que eles fizessem parte dos bandos de gauleses que se espalharam pelos países utilizando o rio Danúbio, indo para a Macedônia e Ásia Menor. Uma colônia romana foi estabelecida em torno do rio Sena, chamada Sena Gálica para distingui-la de Sena Julia (Siena) na Etrúria.

## Sênones da Gália Transalpina
Um ramo dos sênones (ou uma tribo diferente do mesmo nome) que estabeleceu o distrito que agora inclui os departamentos de Sena e Marne, Loiret e Yonne de 53 a 51 a.C. estavam mobilizados contra Júlio César provocado por sua expulsão de Cavarino, a quem ele havia nomeado seu rei. Em 51 a.C., um senoniano chamado Drapes ameaçou a província, mas foi capturado e morreu de fome. A partir deste momento, os sênones gálios desaparecem da história. Em tempos posteriores, eles foram incluídos na Gália Lugdunense.  Suas cidades principais eram Agedinco (depois Sênones, por isso Sens), (Melun; de acordo com A. Holder, Meudon) e Velaunoduno (local incerto).